# Miopanesthia bigibbosa
Miopanesthia bigibbosa är en kackerlacksart som beskrevs av Henri Saussure 1895. Miopanesthia bigibbosa ingår i släktet Miopanesthia och familjen jättekackerlackor. Inga underarter finns listade i Catalogue of Life.